# الحرب البولندية-السويدية (1600–1611)
كانت الحرب البولندية السويدية (1600–1611) استمرارًا لصراع بين السويد والكومنولث البولندي الليتواني للسيطرة على ليفونيا وإيستونيا، بالإضافة إلى الصراع على العرش السويدي بين كارل التاسع ملك السويد وزيغمونت الثالث ملك بولندا.

## الأصول
تعود جذور هذا الصراع بين الكومنولث البولندي الليتواني والسويد إلى الحرب ضد زيغمونت. خلال تلك الحرب الأهلية (1597–1599)، فقد زيغمونت الثالث فاسا، ملك كل من السويد والكومنولث البولندي الليتواني، عرش السويد. شارك جزء من قوات الكومنولث في الصراع، والذي اعتُبر بدرجة كبيرة حربًا أهلية سويدية، وليس جزءًا من الحروب البولندية السويدية. بعد الأزمة الأولى، هُزم زيغمونت في معركة ستانجبرو في عام 1598. بحلول عام 1599، أزاحه عمه، الدوق كارل، من على العرش وأجبره على التراجع إلى الكومنولث. انتهى بذلك الاتحاد الشخصي الذي لم يستمر كثيرًا بين بولندا والسويد (الاتحاد البولندي السويدي).
ولكن زيغمونت لم يتوقف عن محاولاته لاستعادة عرش السويد. منذ ذلك الوقت، تمحورت غالبية سياساته حول محاولاته لاحتلال السويد، على الرغم من عدم رغبة طبقة النبلاء السويدية في خوض هذا الصراع الدموي الطويل. بدأ زيغمونت خططه في عام 1599، حين وافق على مذكرة الاتفاق. وعدت تلك الوثائق، التي وقعها حين انتُخب ملكًا لبولندا، على أن تصبح منطقة إستونيا، التي ستصبح سويدية لاحقًا، جزءًا من الكومنولث.

## المسار

### الاطمئنان البولندي
دعمت طبقة النبلاء البولندية، الشلختا، هذا الصراع بالتحديد، متوقعةً أنه سيقتصر على إستونيا فقط، متوقعين العديد من المكاسب في صورة أراضي جديدة وزيادة في صادرات الحبوب من خلال التحكم في الموانئ الإستونية على بحر البلطيق. بالإضافة إلى ذلك، لم تحترم الشلختا السويدين بدرجة كبيرة ولم يتوقعوا أن تطول تلك الحرب وتصبح صعبة. استهانوا إلى حد كبير بعدوهم، معتقدين أن بولندا، التي لم تُهزم تقريبًا في أي معركة لمدة تزيد عن مائة عام، ستكون قادرة على التصدي بسهولة لأي هجوم من الاسكندنافيين. بلغ عدد سكان الكومنولث قرابة 10 ملايين، وهو ما يقترب من 10 أضعاف عدد سكان السويد البالغ مليونًا واحدًا. من ناحية أخرى، أهمل نبلاء الشلختا حقيقة أن نسبة الجيش بالنسبة لتعداد السكان في الكومنولث تعتبر من النسب الأصغر في أوروبا، وأن السويد قادرة على حشد جيش كبير أسرع كثيرًا من الكومنولث، بسبب حكومتها المركزية والتجنيد الإجباري للفلاحين الأحرار.